# Опочинин, Фёдор Константинович
Фёдор Константи́нович Опочи́нин (1846—1881) — русский археограф и библиофил, общественный деятель из рода Опочининых. Камер-юнкер.

## Биография
Родился 26 сентября (8 октября) 1846 года в Санкт-Петербурге в семье флигель-адъютанта Константина Фёдоровича Опочинина (1808—1848) от его брака с фрейлиной Верой Ивановной Скобелевой (1825—1897). По отцу внук государственного деятеля Ф. П. Опочинина и правнук фельдмаршала М. И. Кутузова; по матери — внук военного историка И. Н. Скобелева.
Крещен 28 октября 1846 года в Пантелеимоновской церкви при восприемстве императора Николая I и бабушки Д. М. Опочининой . Детство своё и молодость провёл в родовом имении в сельце Шишкино Мышкинского уезда Ярославской губернии и в петербургском доме родителей на наб. Кутузова, д. 30.
Окончил Петербургскую Мариинскую гимназию; в 1864—1865 годах слушал курс на юридическом факультете Санкт-Петербургского университета. Служил в Государственной канцелярии в Санкт-Петербурге, затем по выборам в Мышкинском земстве Ярославской губернии. Гласный уездного земского собрания (1874—1881). Камер-юнкер, статский советник. С 1877 года служил по выборам в должности Мышкинского уездного предводителя дворянства, выделяясь светлым образом мыслей, стремлением к расширению народного образования (по его инициативе открылось 18 сельских школ, помогал строительству тюремной церкви, на собственные средства ввёл обучение арестантов грамоте) и улучшению быта крестьян. Был также председателем мирового съезда Мышкинского уезда, членом, а впоследствии и председателем уездного училищного совета, председателем мышкинского Тюремного отделения и всех попечительских уездных обществ.
В городе Мышкине, главным образом по его инициативе, при содействии некоторых местных деятелей, 1 января 1876 года была открыта публичная библиотека (одна из первых в губернии), названная в 1901 году в честь него «Опочининской». В эту библиотеку, о которой он продолжал заботиться и после того, как в 1880 году, вследствие развившейся чахотки, должен был выйти в отставку, Опочинин пожертвовал и свою очень ценную коллекцию книг, над собиранием которых трудился в течение всей своей жизни. Библиотека эта была, между прочим, особенно ценна потому, что в неё входили книги, собранные ещё предками Опочинина, особенно известным вольнодумцем XVIII столетия, Иваном Михайловичем Опочининым. По его смерти часть этой библиотеки досталась, как сказано, Опочининской публичной библиотеке, отчасти она попала в руки его старшей племянницы, Д. Е. Богарне, а рукописи и богатое собрание автографов поступили в Императорскую Публичную библиотеку.
Кроме сотрудничества в «Биржевых ведомостях», где Опочинин помещал корреспонденции из Ярославской губернии и небольшие самостоятельные статьи по общественным вопросам, им было сообщено немало материалов из своего собрания «Русской старине», где между прочим было напечатано:
- «Архив кн. Голенищева-Кутузова Смоленского» (1745—1813) (Русская старина, 1870, № 3, 4, 11; 1871, № 1 и 2; 1872, № 2 и 5)
- «Письмо св. Димитрия Ростовского» (Русская старина, 1872. № 6)
- «Письмо гр. Ф. В. Ростопчина к кн. Голенищеву-Кутузову» (Русская старина, 1870. № 9)
- «Записки гр. Григория Петровича Чернышёва» (Русская старина, 1872, № 6)[4].

Кроме того, в 1873 году вместе с М. И. Семевским он издал «Сборник снимков с автографов русских деятелей 1801—1825 гг.» (СПб., 1873).
Член Географического общества с 1870 года, секретарь Археологического общества с 1874 года.
Умер от чахотки в Санкт-Петербурге 14 (26) июня 1881 года. Похоронен в селе Каменка Мышкинского уезда.
В Опочининской библиотеке ежегодно проходят Опочининские чтения.
С 30 апреля 1871 года Опочинин был женат на Наталии Фёдоровне Нарышкиной (1852—1923), фрейлине двора, внучке гражданского губернатора Таврической губернии Д. В. Нарышкина и дипломата Н. В. Долгорукова; но потомства не оставил. Овдовев, уже 9 октября 1881 года Наталья Фёдоровна вышла второй раз замуж в Карлсруэ за поручика баденской службы Гуго Шмидта (1848— ?).